# Leucania straminea
Leucania straminea là một loài bướm đêm trong họ Noctuidae.